# Acontia clarissa
Acontia clarissa là một loài bướm đêm trong họ Noctuidae.